# Antrophyum lessonii
Antrophyum lessonii är en kantbräkenväxtart som beskrevs av Jean Baptiste Bory de Saint-Vincent. Antrophyum lessonii ingår i släktet Antrophyum och familjen Pteridaceae. Inga underarter finns listade.